# Iguanans natt
Iguanans natt (originaltitel: The Night of the Iguana) är en amerikansk drama-thrillerfilm från 1964 i regi av John Huston, baserad på teaterpjäsen Leguanens natt från 1961 av Tennessee Williams. Filmen vann en Oscar för bästa kostym vid Oscarsgalan 1965.

## Handling
Den försupne prästen T. Lawrence Shannon (Richard Burton) förlorar sitt prästjobb och blir istället guide åt turister i Mexiko.

## Rollista i urval
- Richard Burton – T. Lawrence Shannon
- Ava Gardner – Maxine Faulk
- Deborah Kerr – Hannah Jelkes
- Sue Lyon – Charlotte Goodall
- Grayson Hall – Judith Fellowes